# Hajrullah Gashi
Hajrullah Gashi, född 1931 i Peja i Kosovo i Jugoslavien, är en albansk ekonom och forskare.
Hajrullah Gashi studerade ekonomi i Belgrad. Han avlade 1977 doktorsexamen vid universitetet i Pristina där han senare utnämndes till professor vid ekonomiska fakulteten. Han har givit ut ett flertal publikationer.